# Damernas 50 meter bröstsim vid världsmästerskapen i kortbanesimning 2022
Damernas 50 meter bröstsim vid världsmästerskapen i kortbanesimning 2022 avgjordes den 17 och 18 december 2022 i Melbourne Sports and Aquatic Centre i Melbourne i Australien.
Guldet togs av litauiska Rūta Meilutytė efter ett lopp på 28,50 sekunder. Silvret togs av sydafrikanska Lara van Niekerk och bronset av amerikanska Lilly King.

## Rekord
Inför tävlingens start fanns följande världs- och mästerskapsrekord:
|                   | Namn           | Nation  | Tid   | Ort              | Datum           |
| ----------------- | -------------- | ------- | ----- | ---------------- | --------------- |
| Världsrekord      | Alia Atkinson  | Jamaica | 28,56 | Budapest, Ungern | 6 oktober 2018  |
| Mästerskapsrekord | Rūta Meilutytė | Litauen | 28,81 | Doha, Qatar      | 3 december 2014 |

Följande nya rekord noterades under mästerskapet:
| Datum       | Omgång      | Namn           | Nationalitet | Tid   | Rekord     |
| ----------- | ----------- | -------------- | ------------ | ----- | ---------- |
| 17 december | Semifinal 2 | Rūta Meilutytė | Litauen      | 28,37 | 0VR0, 0MR0 |

## Resultat

### Försöksheat
Försöksheaten startade den 17 december klockan 12:36.
| Placering | Heat | Bana | Namn                  | Nationalitet              | Tid             | Noteringar      |
| --------- | ---- | ---- | --------------------- | ------------------------- | --------------- | --------------- |
| 1         | 7    | 4    | Rūta Meilutytė        | Litauen                   | 29,10           | 0Q0             |
| 2         | 5    | 4    | Tang Qianting         | Kina                      | 29,38           | 0Q0, 0AR0       |
| 3         | 6    | 3    | Lara van Niekerk      | Sydafrika                 | 29,45           | 0Q0, 0AR0       |
| 4         | 7    | 5    | Imogen Clark          | Storbritannien            | 29,51           | 0Q0             |
| 5         | 6    | 4    | Lilly King            | USA                       | 29,53           | 0Q0             |
| 6         | 6    | 7    | Anna Elendt           | Tyskland                  | 29,59           | 0Q0             |
| 7         | 6    | 5    | Benedetta Pilato      | Italien                   | 29,63           | 0Q0             |
| 8         | 6    | 6    | Veera Kivirinta       | Finland                   | 29,72           | 0Q0             |
| 9         | 7    | 6    | Florine Gaspard       | Belgien                   | 29,79           | 0Q0             |
| 10        | 7    | 3    | Reona Aoki            | Japan                     | 29,81           | 0Q0             |
| 11        | 7    | 2    | Chelsea Hodges        | Australien                | 29,84           | 0Q0             |
| 12        | 5    | 3    | Ida Hulkko            | Finland                   | 29,89           | 0Q0             |
| 13        | 6    | 2    | Klara Thormalm        | Sverige                   | 30,06           | 0Q0             |
| 14        | 5    | 6    | Andrea Podmaníková    | Slovakien                 | 30,14           | 0Q0             |
| 15        | 6    | 1    | Fleur Vermeiren       | Belgien                   | 30,22           | 0Q0             |
| 16        | 5    | 2    | Macarena Ceballos     | Argentina                 | 30,33           | 0Q0             |
| 17        | 7    | 7    | Charlotte Bonnet      | Frankrike                 | 30,35           |                 |
| 18        | 5    | 1    | Silje Slyngstadli     | Norge                     | 30,36           |                 |
| 19        | 4    | 2    | Tara Vovk             | Slovenien                 | 30,39           | 0NR0            |
| 20        | 4    | 5    | Rachel Nicol          | Kanada                    | 30,43           |                 |
| 21        | 7    | 8    | Jenjira Srisaard      | Thailand                  | 30,48           | 0NR0            |
| 22        | 4    | 4    | Letitia Sim           | Singapore                 | 30,59           |                 |
| 23        | 4    | 3    | Annie Lazor           | USA                       | 30,69           |                 |
| 24        | 5    | 8    | Lisa Mamié            | Schweiz                   | 30,84           |                 |
| 25        | 6    | 8    | Adelaida Pchelintseva | Kazakstan                 | 30,87           |                 |
| 26        | 4    | 8    | Thanya Dela Cruz      | Filippinerna              | 31,19           |                 |
| 27        | 3    | 4    | Mary Connolly         | Cooköarna                 | 31,68           | 0NR0            |
| 28        | 4    | 1    | Lam Hoi Kiu           | Hongkong                  | 31,71           |                 |
| 29        | 3    | 5    | Kirabo Namutebi       | Uganda                    | 32,47           | 0NR0            |
| 30        | 3    | 3    | Victoria Russell      | Bahamas                   | 32,54           |                 |
| 31        | 2    | 1    | Chahat Arora          | Indien                    | 32,91           | 0NR0            |
| 32        | 3    | 6    | Marina Abu Shamaleh   | Palestina                 | 33,49           |                 |
| 33        | 3    | 1    | Emilie Grand'Pierre   | Haiti                     | 33,71           | 0NR0            |
| 34        | 3    | 2    | Kelera Mudunasoko     | Fiji                      | 34,05           |                 |
| 35        | 3    | 7    | Lara Dashti           | Kuwait                    | 34,21           |                 |
| 36        | 2    | 4    | Maria Batallones      | Nordmarianerna            | 34,58           |                 |
| 37        | 3    | 8    | Taeyanna Adams        | Mikronesiska federationen | 36,64           |                 |
| 38        | 2    | 3    | Ria Save              | Tanzania                  | 38,22           |                 |
| 39        | 2    | 5    | Jessica Makwenda      | Malawi                    | 38,99           |                 |
| 40        | 2    | 6    | Mariama Touré         | Guinea                    | 40,92           |                 |
| 41        | 1    | 3    | Ungilreng Ruluked     | Palau                     | 41,65           |                 |
| 42        | 2    | 2    | Abbi Illis            | Sint Maarten              | 42,87           |                 |
| 43        | 1    | 4    | Mary Yongai           | Sierra Leone              | 46,98           |                 |
| 44        | 2    | 7    | Salima Ahmadou        | Niger                     | 48,33           |                 |
| 45        | 1    | 5    | Batourou Touré        | Mali                      | 48,96           |                 |
| 46        | 4    | 6    | Diana Petkova         | Bulgarien                 | Diskvalificerad | Diskvalificerad |
| 46        | 4    | 7    | Maria Romanjuk        | Estland                   | Diskvalificerad | Diskvalificerad |
| 46        | 5    | 7    | Jenna Strauch         | Australien                | Diskvalificerad | Diskvalificerad |
| 46        | 5    | 5    | Sophie Hansson        | Sverige                   | Startade inte   | Startade inte   |
| 46        | 7    | 1    | Kotryna Teterevkova   | Litauen                   | Startade inte   | Startade inte   |

### Semifinaler
Semifinalerna startade den 17 december klockan 21:07.
| Placering | Heat | Bana | Namn               | Nationalitet   | Tid   | Noteringar |
| --------- | ---- | ---- | ------------------ | -------------- | ----- | ---------- |
| 1         | 2    | 4    | Rūta Meilutytė     | Litauen        | 28,37 | 0Q0, 0VR0  |
| 2         | 2    | 3    | Lilly King         | USA            | 28,86 | 0Q0        |
| 3         | 2    | 5    | Lara van Niekerk   | Sydafrika      | 29,27 | 0Q0, 0AR0  |
| 4         | 1    | 4    | Tang Qianting      | Kina           | 29,28 | 0Q0, 0AR0  |
| 5         | 1    | 5    | Imogen Clark       | Storbritannien | 29,30 | 0Q0, 0NR0  |
| 6         | 2    | 6    | Benedetta Pilato   | Italien        | 29,42 | 0Q0        |
| 7         | 1    | 3    | Anna Elendt        | Tyskland       | 29,52 | 0Q0, 0NR0  |
| 8         | 1    | 6    | Veera Kivirinta    | Finland        | 29,80 | 0Q0        |
| 9         | 2    | 7    | Chelsea Hodges     | Australien     | 29,85 |            |
| 10        | 1    | 7    | Ida Hulkko         | Finland        | 29,94 |            |
| 11        | 2    | 2    | Florine Gaspard    | Belgien        | 29,98 |            |
| 12        | 1    | 2    | Reona Aoki         | Japan          | 30,01 |            |
| 12        | 2    | 1    | Klara Thormalm     | Sverige        | 30,01 |            |
| 14        | 1    | 8    | Macarena Ceballos  | Argentina      | 30,10 |            |
| 15        | 1    | 1    | Andrea Podmaníková | Slovakien      | 30,21 |            |
| 16        | 2    | 8    | Fleur Vermeiren    | Belgien        | 30,29 |            |

### Final
Finalen startade den 18 december klockan  19:49.
| Placering | Bana | Namn             | Nationalitet   | Tid   | Noteringar |
| --------- | ---- | ---------------- | -------------- | ----- | ---------- |
| 1         | 4    | Rūta Meilutytė   | Litauen        | 28,50 |            |
| 2         | 3    | Lara van Niekerk | Sydafrika      | 29,09 | 0AR0       |
| 3         | 5    | Lilly King       | USA            | 29,11 |            |
| 4         | 6    | Tang Qianting    | Kina           | 29,22 | 0AR0       |
| 5         | 1    | Anna Elendt      | Tyskland       | 29,30 | 0NR0       |
| 6         | 2    | Imogen Clark     | Storbritannien | 29,47 |            |
| 7         | 7    | Benedetta Pilato | Italien        | 29,48 |            |
| 8         | 8    | Veera Kivirinta  | Finland        | 29,84 |            |